# Swift (Mondkrater)
Swift ist ein Einschlagkrater auf der nordöstlichen Mondvorderseite in der Ebene des Mare Crisium, nördlich des Kraters Peirce.
Der Krater ist schüsselförmig und weist kaum Erosionsspuren auf.
Der Krater wurde 1976 von der IAU nach dem amerikanischen Astronomen Lewis A. Swift offiziell benannt.